# Melittia laboissierei
Melittia laboissierei is een vlinder uit de familie wespvlinders (Sesiidae), onderfamilie Sesiinae.
Melittia laboissierei is voor het eerst wetenschappelijk beschreven door Le Cerf in 1917. De soort komt voor in het Afrotropisch gebied.